# Brockhaus

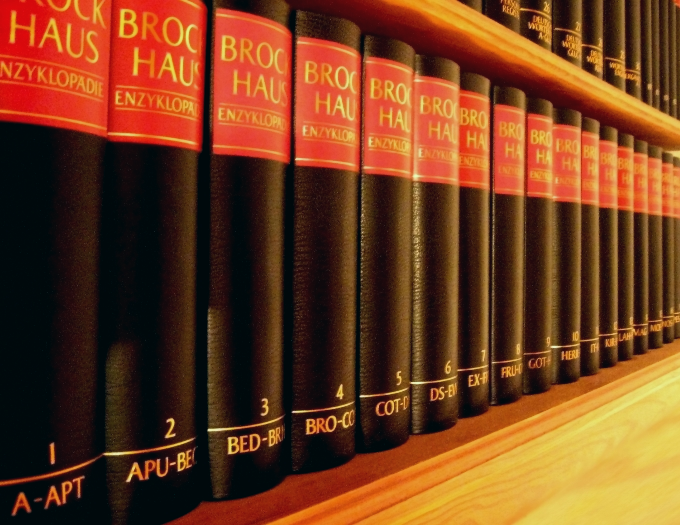
A Brockhaus enciklopédia

Röviden Brockhaus, teljes nevén Die Brockhaus Enzyklopädie egy többkötetes német nyelvű enciklopédia, a Bertelsmann cégcsoporthoz tartozó Wissen Media Verlag kiadványa. 2009-ig a lexikon a mannheimi székhelyű kiadó Bibliographisches Institut & F. A. Brockhaus AG gondozásában jelent meg.

## Elődje, a Löbel és Franke‑féle lexikon
Elődje a 18. században az akkori Löbel und Franke kiadó gondozásában megjelent Conversations-Lexikon volt. Később Der Große Brockhaus (A nagy Brockhaus) néven vált ismertté. Mai nevét az 1996-os huszadik kiadás óta viseli.
A kor szokásának megfelelő hosszú cím ma már körülményesnek tűnhet:
„Conversations-Lexikon – Conversations-Lexicon oder kurzgefasstes Handwörterbuch für die in der gesellschaftlichen Unterhaltung aus den Wissenschaften und Künsten vorkommenden Gegenstände mit beständiger Rücksicht auf die Ereignisse der älteren und neueren Zeit"
(Társalgási Lexikon avagy rövidre fogott kézikönyv a társasági beszélgetések során felbukkanó, a tudományokban és a művészetekben előforduló tárgyakról, és amely állandón figyelemmel kíséri a régi és új idők eseményeit.)

## Brockhaus 1805–1984
A hatkötetes, Renatus Gotthelf Löbel és Christian Wilhelm Franke által szerkesztett lexikont az F. A. Brockhaus kiadó felvásárolta. Friedrich Arnold Brockhaus (1772–1823) 1805-ben Amszterdamban alapította kiadóját. 1808-ban vásárolta fel a lipcsei könyvvásáron a fent említett hat kötetével a még befejezetlen lexikont a szerzőktől. A második kiadás 1812 és 1820 között jelent meg tíz kötetben, és jelentős sikert könyvelhetett el. 1811-ben Brockhaus kiadójával végül Amszterdamból Altenburgba (Türingia) költözött.
A Brockhaus lexikon mint egyetemes enciklopédia több későbbi munka elődje és példaképe volt: a holland Winkler Prins Geïllustreerde Encyclopaedie, a negyvenhárom kötetes orosz Enciklopedicseski Slovar, a négykötetes svéd Svenskt Konversations-Lexicon, valamint a tizenhárom kötetes amerikai Encyclopaedia Americana. Az Adam és Charles Black szerkesztette 1768-as Encyclopædia Britannica (Edinburgh, Skócia) ezzel szemben a skót felvilágosodás eredménye.

## Kiadások
- 1. Kiadás 1796–1808 „Conversationslexicon“, 6 kötet + két kiegészítő kötet
- 2. Kiadás 1812–1819 „Conversations-Lexikon“, 10 kötet
- 3. Kiadás 1814–1819 „Conversations-Lexicon“, 10 kötet
- 4. Kiadás 1817–1819 „Hand-Enzyclopädie“, 10 kötet
- 5. Kiadás 1819–1820 „Real-Encyclopädie“, 10 kötet
- 6. Kiadás 1824 „Real-Encyclopädie“, 10 kötet
- 7. Kiadás 1827 „Real-Encyklopädie“, 12 kötet
- 8. Kiadás 1833–1837 „Real-Encyklopädie“, 12 kötet
- 9. Kiadás 1843–1848 „Real-Encyklopädie“, 15 kötet
- 10. Kiadás 1851–1855 „Real-Encyklopädie“, 15 kötet
- 11. Kiadás 1864–1868 „Real-Encyklopädie“, 15 kötet
- 12. Kiadás 1875–1879 „Conversations-Lexikon“, 15 kötet
- 13. Kiadás 1882–1887 „Conversations-Lexikon“, 16 kötet
- 14. Kiadás 1893–1897 „Konversations-Lexikon“, 16 kötet , 1 kiegészítő kötet A-Z
- 15. kiadás 1928–1935 „Der Große Brockhaus“, 20 kötet + 1 kiegészítő kötet A–Z 1935 + 1 Térkép 1937
- 16. kiadás 1952–1957 „Der Große Brockhaus“, 12 kötet + 2 kiegészítő kötet A–Z + térképkötet
- 17. kiadás 1966–1974 „Brockhaus Enzyklopädie“, 20 kötet + 5 kiegészítő kötet
- 18. kiadás 1977–1981 „Der Große Brockhaus“, 12 kötet + 9 kiegészítő kötet
- 19. kiadás 1986–1994 „Brockhaus“, 24 kötet + névmutató (25. kötet, 1994)

+ Német kéziszótár (26. – 28. kötet)
+ Német - Angol/Angol - Német szótár (29. kötet, 1995)
+ 3 kiegészítő kötet (30., 31., 32., kötet)
+ Térképkötet
- 20. kiadás 1996–1999 „Brockhaus. Die Enzyklopädie in 24 Bänden“, 24 kötet
- 21. kiadás 2005–2006 „Brockhaus. Enzyklopädie in 30 Bänden“ 30 kötet és DVD, valamint önálló digitális formátumban